# Mazzanti Automobili
Mazzanti Automobili, anteriormente chamada de Faralli & Mazzanti, é uma empresa italiana especializada na fabricação de carrocerias e no projeto de automóveis, foi fundada em 1960 por Antonio Faralli e Rossello Mazzanti. A partir de 2010 passou a se chamar Mazzanti Automobili.